# Ayase (Kanagawa)
Ayase (綾瀬市?) è una città giapponese della prefettura di Kanagawa.